# Campionati tedeschi di sci alpino 1963
I Campionati tedeschi di sci alpino 1963 si disputarono a Ruhpolding; furono assegnati i titoli di discesa libera, slalom gigante, slalom speciale e combinata, sia maschili sia femminili.

## Risultati
| Specialità      | Uomini           | Donne                               |
| --------------- | ---------------- | ----------------------------------- |
| Discesa libera  | Wolfgang Bartels | Burgl Färbinger Barbara Henneberger |
| Slalom gigante  | Ludwig Leitner   | Barbara Henneberger                 |
| Slalom speciale | Ludwig Leitner   | Heidi Mittermaier                   |
| Combinata       | Ludwig Leitner   | Heidi Mittermaier                   |